# Cường thịnh đại quốc
Cường thịnh đại quốc (tiếng Triều Tiên: 강성대국; Hancha: 强盛大國; Romaja: gangseongdaeguk; McCune–Reischauer: kangsŏngtaeguk) là một chính sách do nhà lãnh đạo Triều Tiên Kim Jong-il khởi xướng. Thuật ngữ này xuất hiện lần đầu tiên trên các phương tiện truyền thông Bắc Triều Tiên vào tháng 8 năm 1998 liên quan đến Kim Jong-il đã hướng dẫn tại chỗ ở tỉnh Chagang vào tháng 2 năm 1998. Trong nỗ lực xây dựng một quốc gia mạnh mẽ và thịnh vượng, Bắc Triều Tiên tập trung vào bốn lĩnh vực: tư tưởng, chính trị, quân sự và nền kinh tế. Con trai của Kim Jong-il và người kế nhiệm là Kim Jong-un tuyên bố năm 2012, một trăm năm ngày sinh của chủ tịch Kim Nhật Thành, là năm của cường thịnh đại quốc.
Theo Victor Cha, chính sách này là "một thất bại hoàn toàn về mặt hiệu suất của nhà nước, ngoại trừ việc chế tạo vũ khí hạt nhân".